# Schizella furcicornis
Schizella furcicornis är en tvåvingeart som beskrevs av Mario Bezzi 1916. Schizella furcicornis ingår i släktet Schizella och familjen snäppflugor. Inga underarter finns listade i Catalogue of Life.